# Acromático
Los colores acromáticos son aquellos que poseen colorido o croma de valor 0, como por ejemplo la luz blanca. Una escala acromática será en consecuencia el gradiente de grises que van desde el blanco hasta el negro. Los colores acromáticos también se denominan neutrales, y los ejemplos más representativos pueden graficarse del siguiente modo:
|       |          |       |                |               |       |        |         | Blanco |
| Negro | Azabache | Plomo | Gris acorazado | Gris estándar | Plata | Ceniza | Platino | Blanco |

| 0 | 10 % | 20 % | 30 % | 40 % | 50 % | 60 % | 70 % | 80 % | 90 % | 100 % |

## Óptica
Cuando se aplica a las lentes, el término acromático indica aquellas en que dos colores son llevados al mismo foco. La elección de los colores depende del uso que se va dar a la lente. En lentes para observación visual, como las de los telescopios, los colores elegidos suelen ser el rojo y el azul. En las lentes fotográficas, el acromatismo se limita al amarillo y al violeta; amarillo porque el enfoque se suele hacer con la luz más brillante (cerca del amarillo en el espectro), y violeta porque la mayor parte de emulsiones fotográficas son muy sensibles a la luz de este color.
Llevar dos colores a un foco común no hace que los otros estén también en foco. Si fuese así, no habría necesidad de diferentes acromatismos. El error residual de color en una lente acromática se llama espectro secundario.